# Maddie Lane
Madeline „Maddie“ Lane ist eine US-amerikanische Schauspielerin.

## Leben
Lane studierte von 2019 bis 2021 Journalismus an der University of Central Florida und schloss ihr Studium mit dem Bachelor of Arts ab. Während ihres Studiums arbeitete sie für NSM Today, ein von Studenten betriebenes digitales Nachrichtenportal der UCF. Es folgten Tätigkeiten als Multimediajournalistin für das College of Medicine und das Student Health Services sowie Lokalreporterin für Theatre UCF für den Orlando Sentinel.
Als Kinderdarstellerin debütierte Lane als Schauspielerin im Kurzfilm Midnight Scorpion. Nach knapp zehn Jahren Abstand vom Filmschauspiel wirkte sie 2022 im Fernsehfilm Love at the Lodge mit. Im selben Jahr war sie in einer Episode der Fernsehserie General Hospital zu sehen. 2023 stellte sie in sechs Episoden der Fernsehserie Alpha of Aberdeen die Rolle der Chloe dar. 2023 war sie außerdem in der Low-Budget-Tierhorrorfilmproduktion Bad CGI Gator in der Rolle der Hope zu sehen. Als einer von sechs Teenagern wird sie während des Spring Breaks von einem Alligator terrorisiert. Der Film erschien unter anderen als Video-on-Demand auf Tubi und Prime Video, erschien allerdings auch im Videoverleih. 2024 spielte sie im Horrorfilm Monster Mash die Rolle der Vivian. 2025 erhielt sie eine Rolle in der Filmproduktion American Skyjacker.
Von 2017 bis 2022 war sie Entwicklungsmanagerin, Lehrkünstlerin und Showdirektorin am Theatre South Playhouse und ist Besitzerin ihres eigenen Studios, m.Studio Voice and Acting. Sie ist außerdem Direktorin an der Youth Academy of Dramatic Arts und Vorstandsmitglied der Orlando Family Stage. Sie erlangte einen Masterabschluss in Bildender Kunst an der University of Central Florida.

## Filmografie (Auswahl)
- 2012: Midnight Scorpion (Kurzfilm)
- 2022: Love at the Lodge (Fernsehfilm)
- 2022: General Hospital (Fernsehserie, Episode 1x15184)
- 2023: Alpha of Aberdeen (Fernsehserie, 6 Episoden)
- 2023: Bad CGI Gator
- 2024: Monster Mash
- 2025: American Skyjacker

## Theater (Auswahl)
- Fish are Friends, Mad Cow Theatre
- The Diary of Anne Frank, Theatre South Playhouse
- Disney Junior Live on Stage, Walt Disney World
- Biting Anorexia, Repertory Theatre
- Dystopia: A Teen Parody, Be Original Theatre Festival
- Grinchmas, Universal Studios
- Voyage of the Little Mermaid, Walt Disney World
- My Mother, My Daughters, and Me Sally, Repertory Theatre